# Sphecodopsis minutissima
Sphecodopsis minutissima är en biart som först beskrevs av Cockerell 1933.  Sphecodopsis minutissima ingår i släktet Sphecodopsis och familjen långtungebin. Inga underarter finns listade i Catalogue of Life.